# 今井信是
今井 信是（いまい のぶこれ）は、戦国時代の武将。武田氏の家臣。甲斐国逸見の領主。

## 生涯
今井氏は甲斐源氏の逸見氏の流れを汲む名族であるが、府中（表）今井家ではなく、浦（裏）今井家の一族であるため、通称の兵庫助から浦兵庫と言われる。
永正6年（1509年）、信濃国の諏訪頼満に攻められた際、息子・今井信隣の室に頼満の娘を迎えて和睦した。永正16年（1519年）1月、信是は主君・武田信虎に対して反乱を起こすが、4月に鎮圧されて降伏した。永正17年（1520年）5月、信虎の甲斐国人に対する甲府集住政策に対して栗原信友、大井信達らと共に反発して信虎を蔑視、甲府から退去して反乱を起こした（『勝山記』）。しかし6月8日の都塚の戦い、6月10日の今諏訪の戦いで栗原、今井、大井らは信虎に大敗。信是は大井信達と共に信虎に降り、降伏の条件として息子・信元に家督を譲った。
以後、信是の活動は史料で確認できない。享禄4年（1531年）に信元の起こした反乱（河原辺の戦い）で戦死したともされるが、定かではない。